# Petráveč
Petráveč är en ort i Tjeckien.   Den ligger i regionen Vysočina, i den centrala delen av landet, 140 km sydost om huvudstaden Prag. Petráveč ligger 487 meter över havet och antalet invånare är 173.
Terrängen runt Petráveč är platt, och sluttar söderut.Runt Petráveč är det ganska glesbefolkat, med 39 invånare per kvadratkilometer. Närmaste större samhälle är Třebíč, 17,0 km sydväst om Petráveč. Trakten runt Petráveč består till största delen av jordbruksmark.